# Косолапов, Виктор Фёдорович
Виктор Фёдорович Косолапов (29 декабря 1924 — 29 сентября 1943) — Гвардии старший сержант Рабоче-крестьянской Красной Армии, участник Великой Отечественной войны, Герой Советского Союза (1943).

## Биография
Виктор Косолапов родился 29 декабря 1924 года в городе Слободской (ныне — Кировская область). После окончания пяти классов школы работал слесарем. В августе 1942 года Косолапов был призван на службу в Рабоче-крестьянскую Красную Армию и направлен на фронт Великой Отечественной войны. Участвовал в Курской битве. К сентябрю 1943 года гвардии старший сержант Виктор Косолапов командовал отделением 55-го мотострелкового батальона 55-й гвардейской танковой бригады 7-го гвардейского танкового корпуса 3-й гвардейской танковой армии Воронежского фронта. Отличился во время битвы за Днепр.
В ночь с 21 на 22 сентября 1943 года отделение Косолапова под вражеским огнём среди первых переправляясь через Днепр было отнесено течением к Безымянному островку в районе переправы. Выйдя на остров и найдя брод подразделение переправилось на правый берег, где закрепилось на Букринском плацдарме. В течение недели оно вело бои с противником, отразив все его контратаки и удержав позиции до подхода основных сил. 29 сентября во время боёв за расширение плацдарма Косолапов поднял своё отделение в атаку. На окраине села Малый Букрин Мироновского района Киевской области Украинской ССР он был смертельно ранен осколком вражеского снаряда. Похоронен в Малом Букрине.
Указом Президиума Верховного Совета СССР от 17 ноября 1943 года за «успешное форсирование реки Днепр, прочное закрепление плацдарма на западном берегу реки Днепр и проявленные при этом отвагу и геройство» гвардии старший сержант Виктор Косолапов посмертно был удостоен высокого звания Героя Советского Союза.

## Награды
- Герой Советского Союза (17 ноября 1943, медаль «Золотая Звезда»)[2];
- орден Ленина (17 ноября 1943)[2];
- медаль «За отвагу» (22 июля 1943)[4]
- знак «Гвардия»

## Память
- Навечно зачислен в списки личного состава воинской части[1].
- В честь Косолапова назван переулок в Слободском[1].
- На здании школы, в которой учился Герой, установлена мемориальная доска.
- В селе Малый Букрин установлена мемориальная доска в память о Герое.